# Pointe de Maisonnette
Pointe de Maisonnette ist ein Kap im Nordosten des Staates New Brunswick in Kanada.
Es ist der definierte Punkt für die Abgrenzung der nördlichen Grenzen der Caraquet Bay von der Chaleur-Bucht. Das Kap befindet sich in der Nähe des gemeindefreien Fischerortes Maisonnette.
Die kanadische Küstenwache unterhält einen Leuchtturm auf dem Kap Pointe de Maisonnette. Der ursprüngliche Leuchtturm wurde 1946 durch einen Blitzschlag zerstört und um 1960 wieder aufgebaut.
Im Jahr 1943 war Pointe de Maisonnette im Rahmen der schlussendlich gescheiterten Operation Kiebitz als Treffpunkt zwischen einem deutschen U-Boot und vier U-Boot-Offizieren vorgesehen, die aus dem kanadischen Kriegsgefangenenlager Bowmanville flüchten wollten und nach Deutschland gebracht werden sollten.